# سيلا مونتي
سيلا مونتي (بالإيطالية: Cella Monte)‏ هي بلدية في مقاطعة ألساندريا في إقليم بييمونتي في إيطاليا.

## السكان
في سنة 1861 بلغ عدد السكان 977 نسمة، وتطور العدد ليصل في سنة 2011 لـ 528 نسمة.
يظهر هذا المخطط البياني تطور النمو السكاني لـ سيلا مونتي